# Kostel svaté Kunhuty (Čejkovice)
Kostel svaté Kunhuty je římskokatolický farní kostel v Čejkovicích v okrese Hodonín. Je chráněn jako kulturní památka.

## Historie

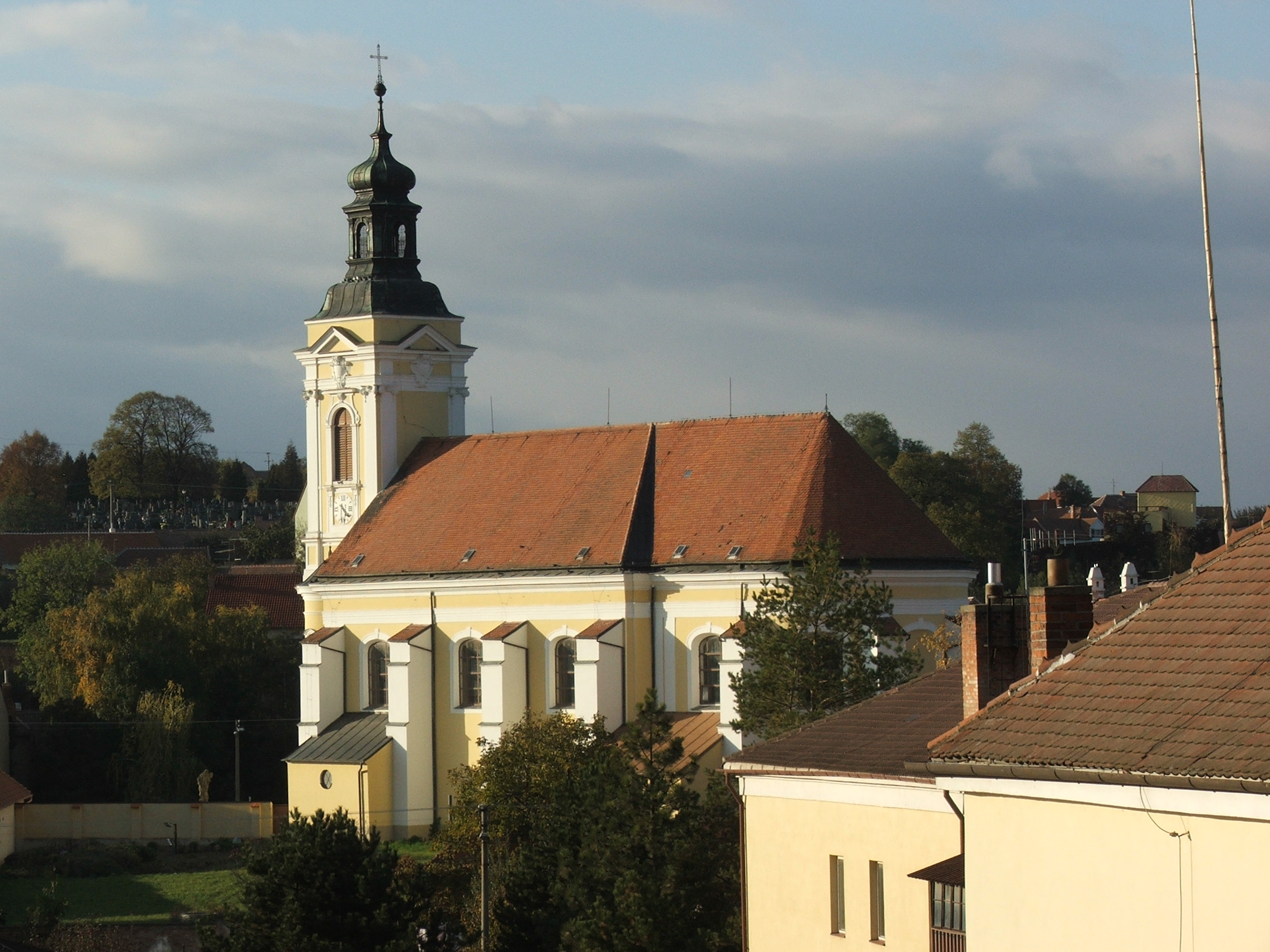

Kostel v Čejkovicích založili pravděpodobně němečtí rytíři ve 13. století. 
V roce 1673 byl opraven jezuity, avšak roku 1692 vyhořel a s ním většina městečka. Záhy byl postaven kostel nový, ten však již po pěti letech znovu vyhořel při vpádu Uhrů. 
Hned poté, co císař Josef II. koupil Čejkovice (1783), bylo započato se stavbou nového kostela. Do roku 1891 však neměl klenbu ani věž. Ta byla postavena v letech 1890–1892. Zároveň byly zvýšeny obvodní zdi zpevněné opěrnými pilíři, položen nový strop, upraveno architektonické členění interiér. 
Za druhé světové války byly zvony použity jako válečný materiál. Po jejím skončení byly pořízeny nové. 

## Popis
Jedná se o jednolodní, půlkruhově zakončenou sálovou stavbu, k níž přiléhá hranolová věž. Hladké fasády sálu jsou prolomeny okny s půlkruhovým záklenkem. 
Jde o farní kostel farnosti Čejkovice.